# Quattro di cuori
Quattro di cuori (titolo originale The Four of Hearts) è un romanzo giallo di Ellery Queen, pubblicato nel 1938.

## Trama
Ellery Queen è a Hollywood, dove, assunto dalla casa cinematografica Magna, da sei settimane sta cercando inutilmente di farsi ricevere dal produttore Jacques Butcher (vedi il precedente romanzo Hollywood in subbuglio). Quando finalmente riesce a contattare Butcher, viene informato che dovrà lavorare alla sceneggiatura di un grosso progetto: un film biografico sulle vite dei celeberrimi attori Jack Royle e Blythe Stuart, famosi da anni nella Mecca del cinema per i loro burrascosi rapporti dopo la fine della loro storia d'amore molti anni prima. L'ostilità Royle-Stuart si è estesa alla nuova generazione, Ty Royle, figlio di Jack, e Bonnie Stuart, figlia di Blythe (e fidanzata di Butcher), entrambi giovani attori emergenti molto amati dal pubblico. Si può dunque stare certi che il film in lavorazione avrà una pubblicità travolgente. L'interesse del pubblico aumenta fino al parossismo quando Jack e Blythe si riconciliano dopo vent'anni di litigi e decidono di sposarsi: un matrimonio in perfetto stile hollywoodiano, celebrato all'aeroporto di fronte a centomila persone, con gli sposi che decollano subito dopo per la luna di miele in un luogo sconosciuto lontano dalla folla. Ma dopo la partenza dell'apparecchio Ty, che doveva pilotarlo, viene ritrovato legato e imbavagliato in un hangar: un individuo misterioso ha preso il suo posto e ha rapito i due famosi divi. Scatta una gigantesca caccia all'uomo che si conclude inaspettatamente con il ritrovamento dell'aereo su un altopiano fra le colline dietro Los Angeles, con gli sposi a bordo, morti avvelenati, e nessuna traccia del pilota.

## Personaggi principali
- Jack Royle -  il grande attore
- Tyler (Ty) Royle - suo figlio
- Louderback - maggiordomo dei Royle
- Blythe Stuart - la grande attrice
- Bonita (Bonnie) Stuart - sua figlia
- Clotilde - governante di casa Stuart
- Jacques Butcher - produttore cinematografico, fidanzato di Bonnie
- Lew Bascom - sceneggiatore per la Magna Film
- Sam Vix - capo ufficio pubblicità della Magna Film
- Arthur William Park - attore disoccupato
- Alan Clark - agente
- Tolland Stuart - eccentrico milionario, padre di Blythe
- Dottor Junius - medico personale di Tolland Stuart
- Alexander alias Joe DiSangri - proprietario di una casa da gioco
- Paula Paris - famosa cronista mondana
- Lucey - impiegato di un ufficio di corrispondenza
- Ispettore Glucke - della polizia di Los Angeles
- Ellery Queen - scrittore, investigatore

## Critica
"I romanzi di Ellery Queen ambientati a Hollywood sono lavori minori nel Canone queeniano. Entrambi sono gradevoli nella narrazione, in maniera piuttosto blanda. A EQ davvero non piace Hollywood; sebbene ci si potesse aspettare che il Grande Surrealista del romanzo poliziesco avrebbe trovato un luogo ideale per le sue storie in quella scombinata città, la fusione non ebbe mai luogo. Pare che Dannay e Lee abbiano avuto delle esperienze personali terribili, con il loro talento sprecato in qualche film minore, e un'umiliante mancanza di successo personale. Il duo trovò poi un ambiente molto più congeniale alla radio, ma i loro sentimenti essenzialmente negativi verso Hollywood permeano quelli che avrebbero potuto essere libri migliori. [...] il secondo libro, Quattro di cuori, mostra maggiormente l'arte di Queen nel costruire trame. È anche l'unico dei suoi libri di Hollywood ad essere ambientato nell'industria del cinema stessa."

"I tre romanzi Quattro di cuori (1938), Il paese del maleficio (1942) e L'assassino è tra noi (1945), hanno tutti delle trame molto simili. Ognuna di esse ruota intorno a un avvelenamento, e in ognuna di esse è difficile capire come il delitto possa avere avuto luogo. C'è qualcosa di 'minimalista' in queste trame, come se EQ stesse cercando di trovare la trama più ridotta possibile, una situazione così ristretta nei suoi spazi di manovra da permettere a malapena una spiegazione. Ciò è vero soprattutto per gli ultimi due romanzi; il primo, Quattro di cuori, circonda la situazione centrale con le complessità tipiche del poliziesco classico; ma nella struttura è molto simile ai due libri successivi."

"Una trama meravigliosamente contorta, un ritorno allo stile dei primi romanzi di Queen, con la soluzione facilmente deducibile dagli indizi."

Nel primo capitolo Ellery Queen rende omaggio ai suoi illustri colleghi S.S. Van Dine e Agatha Christie quando, progettando un'immaginaria sceneggiatura cinematografica insieme a Jacques Butcher, assegna il ruolo di protagonista al "celeberrimo investigatore Ellery Van Christie".

In questo romanzo fa il suo esordio il personaggio di Paula Paris, una cronista mondana affetta da agorafobia che sarà la prima donna a vincere la misoginia di Ellery Queen e ad interessarlo sentimentalmente. La giornalista comparirà anche in quattro racconti brevi, inclusi nell'antologia Le nuove avventure di Ellery Queen (1940).

## Edizioni
- Ellery Queen, Quattro di cuori, in: "5 colpi per Ellery Queen", traduzione di Ada Salvatore, Omnibus Mondadori, Arnoldo Mondadori Editore, 1967.
- Ellery Queen, Quattro di cuori, in: "Viaggi con delitto", collana Gli speciali del Giallo Mondadori, traduzione di Gianni Montanari, Arnoldo Mondadori Editore, 2006,  p. 460, ISSN 1122-7273 (WC · ACNP).